# Jean Valjean
Jean Valjean (Giăng Van-giăng) là nhân vật chính trong tác phẩm Những người khốn khổ của đại văn hào Victor Hugo.

### Trước khi gặp Giám mục Myriel(Mi-ri-êu)
Jean Valjean là một thanh niên nghèo khỏe mạnh sống cùng người chị（Được nuôi dưỡng bởi chị gái） đã góa chồng đang nuôi bảy đứa con nhỏ sống rất cơ cực. Anh không có vợ con, chỉ chuyên tâm đi làm thuê qua ngày để nuôi các cháu. Vì khỏe mạnh nên những ngày ban đầu cuộc sống vẫn đủ ăn, nhưng càng về sau công việc càng ít đi, tiền làm thuê không đủ, các cháu anh đã phải nhịn đói mấy ngày. Trước hoàn cảnh đó, Jean Valjean đã đến tiệm bánh mỳ ăn cắp một miếng bánh mỳ nhỏ đem về cho các cháu ăn nhưng không thành công và anh bị bắt, người ta đã tuyên án anh 5 năm tù giam vì tội ăn cắp. Ở trong tù anh tìm cách trốn thoát nhiều lần nhưng đều không thành công, lại bị gia hạn thêm năm tù nên tổng cộng số năm anh ở trong tù là 19 năm. Tại đây anh đã nuôi dưỡng ý chí thù hận đối với cuộc đời. Mãn hạn tù khi đã hơn bốn chục tuổi, anh đi đến đâu cũng gặp sự khinh ghét, xua đuổi của mọi người. Có người đàn bà tốt bụng đã chỉ cho anh đến ngôi nhà của đức Giám mục Myriel để xin ăn ngủ.

### Sau khi gặp Giám mục Myriel(Mi-ri-êu)
Tại nhà của đức Giám mục Myriel, anh được đối xử rất tốt như một con người bình thường, chứ không phải như một người bị người ta xua đuổi khi mang giấy thông hành màu vàng. Tuy nhiên, sự thù hận cuộc đời đã nung nấu trong tù của Jean Valjean đã thôi thúc anh ăn cắp bộ đồ bằng bạc của nhà Giám mục Myriel. Anh bị những người lính bắt lại vì có dấu hiệu khả nghi và đem giải đến nhà của nhà Giám mục Myriel, nhưng Giám mục Myriel bảo rằng đó là các đồ vật ông ta cho anh và yêu cầu họ thả Jean Valjean ra, bảo anh từ nay phải trở thành người lương thiện và đối xử tốt với mọi người.
Sau đó, Jean Valjean đi qua thị trấn Montreuil, anh đã cứu sống con của ông thị trưởng và phát hiện ra cách làm thuyền theo phương pháp mới có thể tiết kiệm giá thành nguyên liệu, anh mở một xưởng làm thuyền, làm cho Montreuil trở thành một thị trấn giàu có, giải quyết công ăn việc làm cho rất nhiều người. Từ những việc làm đó, anh được nhà nước cho làm thị trưởng của Montreuil dưới cái tên ông Madeleine, mọi người hay gọi là bác Madeleine vì hay làm từ thiện và giúp đỡ mọi người. Lúc này ông gặp Fantine trong một hoàn cảnh bi đát và cứu sống cô, hứa sẽ đưa con gái về cho cô. Nhưng một biến cố đã xảy ra, chỉ vì để cứu một người đần độn quê mùa tránh khỏi tù chung thân vì bị lầm tưởng là mình ông đã phải tiết lộ danh tính của mình, ông một lần nữa bị bắt lại, Fantine thì bị qua đời.
Nhờ khỏe mạnh, ông một lần nữa chạy thoát khỏi án tù khổ sai, thực hiện lời hứa với Fantine để đi cứu bé Cosette lúc đó đang sống ở nhà gia đình Thénardier, để chạy trốn khỏi sự truy lùng của Javert, ông đã đưa Cosette vào sống trong một nhà tu kín không ai có thể vào được. Cosette gọi ông là cha.
Vài năm sau, lúc này Cosette đã trở thành một cô thiếu nữ, cô đã gặp và yêu chàng thanh niên quý tộc đang sống nghèo khổ là Marius. Jean Valjean cảm thấy khó chịu vì điều này có thể khiến ông mất Cosette. Ông định đi ra nước ngoài để hai người không gặp nhau nữa.
Lúc này cuộc cách mạng trong nhân dân đang nổ ra mạnh mẽ, Marius đau đớn vì người yêu sắp phải đi xa, anh tham gia vào cách mạng với các đồng chí của mình. Anh gửi cho Cosette bức thư cuối cùng, nhờ chú bé Gavroche chuyển đi nhưng bức thư lại đến tay Jean Valjean. Ông đã đến các chiến lũy để bảo vệ và cứu chữa cho Marius và những người khởi nghĩa. Tại đây, nhóm khởi nghĩa đã bắt được viên thanh tra Javert nhưng Jean Valjean không giết mà lại thả cho hắn ta tự do. Cuộc khởi nghĩa thất bại, mọi người đều bị giết chết, chỉ có Jean Valjean là cứu sống được Marius bằng đường cống ngầm khi anh đang bị thương rất nặng, Marius không hề biết ai đã cứu mình. Ra khỏi đường cống ngầm dưới Paris, Jean Valjean gặp lại viên thanh tra Javert, nhưng hắn không bắt ông mà cũng thả ông tự do, còn hắn thì tự tử vì đã không làm tròn trách nhiệm của một cảnh sát. Jean Valjean đưa Marius về nhà ông của anh, một quý tộc già rất yêu thương anh nhưng không muốn anh giống cha anh đi theo Napôlêông.
Mấy tháng sau, Marius khỏi bệnh và cưới Cosette, Jean Valjean cho Cosette của hồi môn là số tiền rất lớn ông kiếm được khi còn làm thị trưởng. Những ngày cuối đời Jean Valjean sống trong cảnh cô đơn, buồn tủi, chỉ được gặp Cosette rất ít bởi vì Marius lúc này vẫn không biết ông là người cứu sống anh, anh vẫn nghi ngờ về số tiền của Jean Valjean cho nên không dùng đến, và biết Jean Valjean từng là một người tù khổ sai. Tuy nhiên, khi Thénardier nói ra toàn bộ sự thật thì Marius lúc đó thấy hối hận, anh cùng vợ đi đến chỗ Jean Valjean đang hấp hối. Ông không hề trách ai chỉ khuyên bảo hai vợ chồng yêu thương nhau, ông nhắm mắt trong hạnh phúc với hình ảnh ông Giám mục ở trên thiên đường tươi cười đón ông lên.